# Buvanahalli, Krishnarajpet
Buvanahalli là một làng thuộc tehsil Krishnarajpet, huyện Mandya, bang Karnataka, Ấn Độ.